# George Washington (timbre États-Unis)
Le Dix cents noir George Washington, est le second timbre postal des États-Unis (1851), issu après le Cinq cents brun Benjamin Franklin. Le visage de Washington était tiré de son Athenæum Portrait, réalisé par Gilbert Stuart en 1796 et qui a servi de modèle aussi pour le billet de 1 dollar américain.

## Description
L'effigie de Washington a été dessinée et gravée sur timbre de face, de profil gauche, une fois de figure. Les timbres avec Washington sont souvent affichés de basses valeurs faciales.
La première apparition de George Washington sur timbre-poste des États-Unis date du 1er juillet 1847. Des nouveaux types ont été émis, avec même image mais différents couleurs et cadres décoratifs. D'autres timbres à l'effigie de George Washington, sur plusieurs émissions de timbres-poste d'usage courant, ont été dessinés d'après d'autres tableaux de Gilbert Stuart et aussi d'après des portraits réalisés par différents peintres. Le portrait de George Washington à Princeton, peint par Charles Willson Peale en 1779, deux ans après la victoire des troupes américaines sur les armées britanniques à Princeton, a été reproduit sur timbre-poste en 1977. Washington était le commandant en chef des troupes américaines.
Aux États-Unis le Bureau of Engraving and Printing, à partir de 1894, est l'organe administratif chargé des émissions philatéliques. Les sujets des timbres doivent être intéressants, éducatifs et avoir signification ou intérêt national : les personnalités - telles que George Washington, dont la célébrité est un symbole national - sont donc les préférées.

## Timbres-poste USA avec George Washington
| Émission         | Timbre                                                | Mentions | Typologie          | Image | Tirage  | Dessinateur imprimeur            | Note        |
| ---------------- | ----------------------------------------------------- | --- | ------------------ | ----- | ------- | -------------------------------- | ----------- |
| 1845             | 5¢ noir « Provisional Stamp »                         | Au-dessus « POST OFFICE » en dessous « FIVE CENTS »                                                                   | Non dentelé        | ----- |         |                                  |             |
| 1er juillet 1847 | Dix cents noir George Washington sur papier vert-bleu | Au-dessus« US POST OFFICE » en dessous « X TEN CENTS X »                                                              | Non dentelé        |       | 891.000 | Vignt. Eng Asher B. Durand       | [ note 2 ]  |
| 1851             | 3¢ rouge                                              | Au-dessus « U.S. POSTAGE » en dessous « THREE CENTS »                                                                 | Dentelé            | -     |         | Toppan, Carpenter, Casilear & Co |             |
| 1855             | 10¢ vert                                              | Au-dessus « X U.S. POSTAGE X » en dessous « TEN CENTS »                                                               | Non dentelé        |       |         |                                  |             |
| 1857             | 3¢ rouge                                              | Au-dessus « U.S. POSTAGE » en dessous « TRHEE CENTS »                                                                 | Dentelé            |       |         | Toppan, Carpenter & Co           |             |
| 1857-1861        | 12¢ noir                                              | Au-dessus « 12 U.S. POSTAGE 12 » en dessous « THUELVE CENTS US»                                                       | Dentelé            |       |         |                                  | [ 1 ]       |
| 1859             | 10¢ Washington Type V unique                          | Au-dessus « X U.S. POSTAGE X » en dessous « TEN CENTS »                                                               | Dentelé            |       |         |                                  | [ 2 ]       |
| 1861             | 90¢ bleu foncé                                        | Au-dessus « 90 U.S. POSTAGE 90 » en dessous « NINETY CENTS US »                                                       | Dentelé            |       |         |                                  |             |
| 1861             | 10¢ vert                                              | Au-dessus « 10 U.S. POSTAGE 10 » en dessous « TEN CENTS US »                                                          | Dentelé            |       |         |                                  | [ note 3 ]  |
| 1862             | 3¢ vert revenue                                       | Au-dessus « INTER REVENUE » au centre « 3 THREE CENTS 3 » en dessous « PROPRIETARY »                                  | Dentelé            |       |         |                                  |             |
| 1862             | 24¢ violet « encased postage stamp »                  | Au-dessus « U.S. POSTAGE » en dessous « TWENTYFOUR CENTS»                                                             |                    |       |         |                                  |             |
| 1865-1875        | 5¢ noir « newspapers&periodicals postage »            | Au-dessus « 5 U.S. POSTAGE 5 » en dessous « FIVE CENTS NEWSPAPERS PERIODICALS »                                       | Dentelé            |       |         |                                  |             |
| 1867             | 3¢ rouge                                              | Au-dessus « 3 U.S. POSTAGE 3 » en dessous « TRHEE CENTS US»                                                           | Dentelé            |       |         | National Bank Note Co            | [ note 4 ]  |
| 1869             | 90¢ noir sur rouge                                    | Au-dessus « 90 U.S. POSTAGE 90» en dessous « NINETY CENTS»                                                            | Non dentelé        |       |         |                                  |             |
| 1870             | 3¢ vert                                               | Au-dessus « U.S. POSTAGE » en dessous « THREE 3 CENTS»                                                                | Dentelé            |       |         |                                  |             |
| 1879             | 3¢ brun « official War Department stamp »             | Au-dessus « US WAR DEPT » en dessous « THREE 3 CENTS »                                                                | Dentelé            |       |         |                                  | ,           |
| 1883             | 2¢ brun « Bank Note »                                 | Au-dessus « UNITED STATES POSTAGE » en dessous « TWO 2 CENTS»                                                         | Dentelé            |       |         |                                  |             |
| 1890             | 2¢ carmin « without corner triangles »                | Au-dessus « UNITED STATES POSTAGE » en dessous « 2 TWO CENTS 2 »                                                      | Dentelé            |       |         |                                  |             |
| 1895             | 2¢ carmin « corner triangles »                        | Au-dessus « UNITED STATES POSTAGE » en dessous « 2 TWO CENTS 2 »                                                      | Dentelé            |       |         | Bureau of Engraving and Printing |             |
| 1903             | 2¢ rouge                                              | Au-dessus « UNITED STATES OF AMERICA » en dessous « 1732 Washington 1799 POSTAGE 2 TWO CENTS 2 »                      | Dentelé            |       |         | Bureau of Engraving and Printing | [ note 6 ]  |
| 1908             | 4¢ brun                                               | Au-dessus « U.S. POSTAGE » en dessous « 4 CENTS 4 »                                                                   | Dentelé            | -     |         | Bureau of Engraving and Printing |             |
| 1909             | 5¢ bleu                                               | Au-dessus « U.S. POSTAGE » en dessous « 5 CENTS 5 »                                                                   | Non dentelé        |       |         | Bureau of Engraving and Printing |             |
| 1912             | 1¢ vert                                               | Au-dessus « U.S. POSTAGE » en dessous « 1 CENT 1 »                                                                    | Dentelé            |       |         | Bureau of Engraving and Printing | [ note 7 ]  |
| 1917             | 5¢ blue                                               | Au-dessus « U.S. POSTAGE » en dessous « 5 CENTS 5 »                                                                   | Dentelé            | -     |         | Bureau of Engraving and Printing |             |
| 1923             | 2¢ rouge                                              | Au-dessus « UNITED STATES POSTAGE » en dessous « 2 CENTS 2 »                                                          | Dentelé            |       |         | Bureau of Engraving and Printing |             |
| 1924             | 2¢ carmin                                             | Au-dessus « UNITED STATES POSTAGE » en dessous « 2 CENTS 2 »                                                          | Timbre de rouleau  |       |         | Bureau of Engraving and Printing | [ 4 ]       |
| 1925             | 1¢ « Lexington et Concord »                           | Au-dessus « UNITED STATES POSTAGE » en dessous « 1 LEXINGTON CONCORD 1 ONE CENT »                                     | Dentelé            |       |         | Bureau of Engraving and Printing | [ note 8 ]  |
| 1928             | 2¢ rouge/violet « Washington at Prayer »              | Au-dessus « U.S. POSTAGE 1778 VALLEY FORGE 1928 » en dessous « IN GOD WE TRUST 2 CENTS 2 »                            | -----              | ---   |         | Bureau of Engraving and Printing |             |
| 1931             | 2¢ rouge « Battle of Yorktown »                       | Au-dessus « UNITED STATES POSTAGE 1781 Yorktown 1931 » en dessous « ROCHAMBEAU WASHINGTON DEGRASSE 2 CENTS 2 »        | Dentelé            |       |         | Bureau of Engraving and Printing | [ note 10 ] |
| 1932             | 12 timbres-poste bicentenaire                         | Au-dessus « UNITED STATES POSTAGE » en dessous « 1732-1932 WASHINGTON CENTS »                                         | Dentelé            |       |         | Bureau of Engraving and Printing | ,           |
| 1936             | 1¢ vert Mount Vernon                                  | Au-dessus « UNITED STATES POSTAGE » en dessous « 1 ONE CENT »                                                         | Dentelé            |       |         | Bureau of Engraving and Printing |             |
| 1938             | 1¢ vert « Presidential Issue »                        | Au-dessus « UNITED STATES POSTAGE » en dessous « 1 CENT 1 »                                                           | Dentelé            |       |         | Bureau of Engraving and Printing |             |
| 1939             | 3¢ violet, « Washington taking Oath »                 | Au-dessus « U.S. POSTAGE » en dessous « 1789-1939 3 THREE CENTS 3 »                                                   | Dentelé            |       |         | Bureau of Engraving and Printing | [ note 11 ] |
| 17 mai 1947      | 3¢ bleu « Postage Stamp Centenary »                   | Au-dessus « 3¢ 1847-1947 3¢ » en dessous « U. S. POSTAGE STAMP CENTENARY »                                            | Dentelé            |       |         | Bureau of Engraving and Printing | [ note 12 ] |
| 1949             | 3¢ bleu foncé « Washington Lee & University »         | En dessous « 1749 Washington, Lee & University 1949 » en dessous « UNITED STATES POSTAGE 3¢ »                         | Dentelé            |       |         | Bureau of Engraving and Printing |             |
| 10 décembre 1951 | 3¢ violet « Washington at Brooklyn »                  | Au-dessus « UNITED STATES POSTAGE » au centre « 1776 1951 » en dessous « 3¢ Washington save his army at Brooklyn 3¢ » | Dentelé            |       |         | Bureau of Engraving and Printing | [ note 13 ] |
| mars 1956        | 1¢ vert foncé                                         | En dessous « WASHINGTON 1¢ U.S. POSTAGE »                                                                             | Dentelé            |       |         | Bureau of Engraving and Printing | [ 7 ]       |
| 23 novembre 1962 | 5¢ bleu foncé                                         | En dessous « 5¢ U.S. POSTAGE »                                                                                        | Dentelé            |       |         | Bureau of Engraving and Printing | [ 8 ]       |
| 22 février 1966  | 5¢ bleu foncé                                         | En dessous « WASHINGTON 5¢ » au centre « UNITED STATES »                                                              | Timbre de rouleau  |       |         | Bureau of Engraving and Printing | ,           |
| 1977             | 13¢ « Washington at Princeton »                       | En dessous « Washington at Princeton 1777 by Peale US Bicentennial 13¢ »                                              | Dentelé            |       |         | Bureau of Engraving and Printing | [ note 15 ] |
| 2011             | 20¢ « George Washington seul »                        | Au-dessus « 2011 » en dessous « 20¢ USA »                                                                             | bobine horizontale |       |         | Bureau of Engraving and Printing | [ 10 ]      |